# Chen Yujie
Chen Yujie (* 29. Dezember 2008 in Ningbo) ist eine chinesische Leichtathletin, die sich auf den Sprint spezialisiert hat. 2025 wurde sie in Gumi mit nur 16 Jahren Asienmeisterin im 200-Meter-Lauf sowie in der 4-mal-100-Meter-Staffel.

## Sportliche Laufbahn
Erste internationale Erfahrungen sammelte Chen Yujie im Jahr 2024, als sie bei den U20-Asienmeisterschaften in Dubai in 11,32 s auf Anhieb die Goldmedaille im 100-Meter-Lauf gewann und damit einen neuen Meisterschaftsrekord aufstellte. Im August schied sie bei den U20-Weltmeisterschaften in Lima mit 11,79 s im Halbfinale aus, nachdem sie Ende Juni mit 11,29 s einen neuen U18-Asienrekord aufgestellt hatte. Im Jahr darauf kam sie bei den Hallenweltmeisterschaften in Nanjing mit 7,34 s nicht über die Vorrunde im 60-Meter-Lauf hinaus. Im Mai sicherte sie der 4-mal-100-Meter-Staffel bei den World Athletics Relays in Guangzhou einen Startplatz bei den Weltmeisterschaften in Tokio. Anschließend siegte sie bei den Asienmeisterschaften in Gumi mit neuem U18-Asienrekord von 22,97 s im 200-Meter-Lauf sowie mit der Staffel in 43,28 s gemeinsam mit Li Yuting, Zhu Junying und Liang Xiaojing.
2024 wurde Chen chinesische Meisterin im 100-Meter-Lauf sowie in der 4-mal-200-Meter-Staffel. Zudem wurde sie 2024 Hallenmeisterin im 60-Meter-Lauf.

## Persönliche Bestleistungen
- 100 Meter: 11,29 s (+0,9 m/s), 29. Juni 2024 in Rizhao (U18-Asienrekord)
  - 60 Meter (Halle): 7,26 s, 18. Februar 2025 in Jinan
- 200 Meter: 22,97 s (+0,3 m/s), 31. Mai 2025 in Gumi (U18-Asienrekord)
  - 200 Meter (Halle): 23,76 s, 19. Februar 2025 in Jinan